# Prospect Park

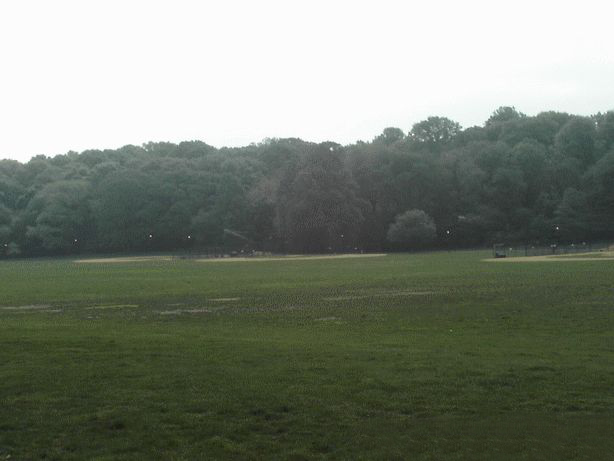
Prospect Park.

Prospect Park es un parque público de la ciudad de Nueva York en los Estados Unidos, situado en el borough de Brooklyn. Con una superficie de 2,1 km², es uno de los mayores parques de la ciudad. El parque está situado entre los barrios de Park Slope, Prospect Lefferts Gardens, Ditmas Park y Windsor Terrace, además de Flatbush Avenue, Grand Army Plaza y el Jardín Botánico de Brooklyn. 
Prospect Park es administrado y operado por el Prospect Park Alliance y el Departamento de Parques y Recreación de la Ciudad de Nueva York. Es una parte del Brooklyn-Queens Greenway. 
El parque fue creado por los arquitectos Frederick Law Olmsted y Calvert Vaux. La creación del parque les fue confiada a finales de los años 1850, después de que dejaran el taller de Central Park. Fue inaugurado en 1867. Los dos arquitectos tenían preferencia por este parque.

## Dentro de Prospect Park
- Long Meadow, la mayor pradera del parque, que con 35 ha, la convierte en la más larga de los espacios verdes urbanos de Estados Unidos.
- Friends' Cemetery: cementerio cuáquero creado en 1846.
- Lookout Hill, elevación donde los soldados británicos, durante la guerra de independencia, enterraron a los soldados americanos.
- El kiosco de música Groove de influencias japonesas.
- El olmo de Camperdown, plantado en 1872, que inspiró a la poetisa Marianne Moore.
- El Carrousel, creado en los años de 1910 en Coney Island por Charles Carmel y que fue trasladado a Prospect Park en 1952.
- El Prospect Park Zoo, abierto el 5 de octubre de 1993.
- El mayor lago de Brooklyn (240 000 m²).
- El Audubon Center, abierto el 26 de abril de 2002. El edificio, de 97 años de antigüedad, ha sido renovado completamente para utilizarlo como "Edificio de acogida a los visitantes".
- Pista de patinaje de Wollman, abierta en 1961, bautizada con el nombre de Kate Wollman (la familia había realizado una donación de 600 000 $ para la construcción de la pista de patinaje de Central Park).

## En las cercanías de Prospect Park
- Grand Army Plaza, la entrada norte del parque.
- El cementerio de Green-Wood.
- El Jardín Botánico de Brooklyn.
- La Brooklyn Public Library.
- Park Slope, Windsor Terrace, Kensington, y otros barrios de Brooklyn.